# Arn (Würzburg)
Arn von Würzburg (* vor 855; † 13. Juli 892) war Bischof von Würzburg von 855 bis 892.

## Bischof
Arn wurde 855 von Ludwig II. (dem Deutschen) zum Bischof von Würzburg ernannt. Im Jahr seiner Amtseinführung brannte in Würzburg der Dom nieder, den er zu Ehren des Heiligen Kilian wieder aufbauen ließ. Er nahm aktiv an Reichstagen und Reichssynoden teil, darunter 868 an der Synode von Worms, die langwirkende kirchenrechtliche Beschlüsse fasste.

## Heerführer
Arn kämpfte als Heerführer z. B. 884 zusammen mit Heinrich, Markgraf von Friesland, in der Verteidigung Sachsens gegen einen starken Normanneneinfall. 892 kämpfte er gemeinsam mit dem Herzog der sorbischen Mark, Poppo, gegen die Böhmen. 

## Tod
Auf dem Rückweg aus Böhmen wurde Arn zusammen mit seinen Gefährten von slawischen Truppen getötet. Kirchlicherseits wurde das als Martyrium gewertet. Der Ort ist nicht bekannt. Etwa hundert Jahre nach seinem Tod beschrieb Thietmar von Merseburg, dass dies „in pago Chutizi“ geschehen sei. Am Ort des Martyriums seien merkwürdige Sterne zu sehen gewesen. Selbst die Slawen der Umgebung dachten, dass diese Lichter die Seelen der Märtyrer seien.
Gänzlich ohne oder mit nicht überzeugenden Begründungen nehmen verschiedene Orte in Sachsen für sich in Anspruch, die Stelle des Todes von Arn zu sein. Das beruht auf Heimatforschung vor allem des 19. Jahrhunderts. So soll z. B. ein spätmittelalterliches Steinkreuz bei Klaffenbach an der Stelle errichtet worden sein, wo Arn starb. Insgesamt verfestigte sich die jedoch Anschauung, der Todesort von Arn hätte irgendwo im Bereich der Chemnitz oder Zschopau gelegen. Allerdings war dieses Gebiet sowohl zum Todeszeitpunkt von Arn als auch noch zur Zeit, in der Thietmar wirkte, unbesiedelt. 
Andere Heimatforscher vermuten, dass Arn den bequemsten Pass über das Erzgebirge, den Alten Böhmischen Steig über Most (Brüx), Sayda, Oederan und Waldheim (quer durch den heutigen Kreis Mittelsachsen) als Rückweg genutzt hat. Diesuntermauerte eine Theorie, wonach Arn in der nicht mehr erhaltenen Jacobikirche vor Burg Colditz begraben sei. Ein später hergestellter Grabstein Arns aus Rochlitzer Porphyrtuff befindet sich in der Kirche St. Aegidien in Colditz.
Ein anderer Ort, welcher mit dem Tod Arns in Verbindung gebracht wird, ist die Umgebung von Burgstädt. An der Kreisstraße zwischen Herrenhaide und Taura, bei der Brücke über die Bahnstrecke Chemnitz-Leipzig, steht seit Februar 2006 ein Denkmal. Dieses Denkmal erinnert an eine Sühnekapelle, die der Legende nach 1250 zum Gedenken an den Märtyrertod von Bischof Arn in der Nähe errichtet wurde.
Arn wurde bis ins 18. Jahrhundert als Heiliger verehrt. 